# Relaciones Chile-Lesoto
Las relaciones Chile-Lesoto son las relaciones internacionales entre la República de Chile y el Reino de Lesoto.

## Historia

### sigloXX
Las relaciones diplomáticas entre Chile y Lesoto fueron establecidas el 25 de agosto de 1998.

## Misiones diplomáticas
- Chile no cuenta con representaciones diplomáticas ni consulares en Maseru.[2] No obstante, la Sección Consular de Chile en Pretoria (Sudáfrica) concurre con representación diplomática a Lesoto en materias consulares.[3]
- Lesoto no cuenta con representaciones diplomáticas ni consulares en Santiago de Chile.[2]